# Мудлум
Мудлум (пуно име Маде Луига, рођена 31. јула 1966. године) је естонска књижевница и књижевна критичарка. 

## Биографија
Мудлум је завршила средњу школу у Талину средином 1980-их и студирала на Естонском хуманитарном институту у првој половини 1990-их, фокусирајући се на позориште, естонску књижевност и филозофију. Од 2007. до 2012. године студирала је на Естонској академији уметности, гдје је дипломирала.
Мудлум живи у Талину и Муху. Чланица је Удружења књижевника Естоније од 2017. године.
Мудлум је дебитовала 2014. године са збирком романа и изненадила књижевне критичаре "веома лијепом књигом ниоткуда", чак је поређења са Viivi Luik. Иако су неки критичари претпоставили да је ово бљесак у тигању, Мудлум је убрзо објавила и друге књиге, које су такође врло добро примљене од стране критичара. У средишту њеног романа је "носталгично зачарана свакодневна поетика".

## Награде и признања
- 2017 – Награда за кратку причу Фридберт Туглас (Без почетка, без краја, "Ilma alguseta, ilma lõputa")[5]
- 2019 – Годишња награда Књижевне задужбине Естонске културне задужбине (Пољски момци, "Poola poisid")[6]
- 2019 – Стипендија "Живи и сијај"
- 2020 – Награда Европске уније за књижевност (Пољски момци, "Poola poisid")[7]
- 2020 – Годишња награда Књижевне задужбине Естонске културне задужбине ("Mitte ainult minu tädi Ellen") [8]